# Токмаков, Яков Герасимович
Яков Герасимович Токмаков (1913—1966) — старший лейтенант Рабоче-крестьянской Красной Армии, участник Великой Отечественной войны, Герой Советского Союза (1945).

## Биография
Яков Токмаков родился 1 мая 1913 года в Орехово-Зуево. После окончания четырёх классов школы работал на заводе. В 1936—1938 годах служил в Рабоче-крестьянской Красной Армии, окончил кавалерийскую школу младших командиров. В ноябре 1941 года Токмаков повторно был призван в армию. С апреля 1942 года — на фронтах Великой Отечественной войны. В боях три раза был ранен.
К апрелю 1945 года старший лейтенант Яков Токмаков командовал ротой 562-го стрелкового полка 165-й стрелковой дивизии 70-й армии 2-го Белорусского фронта. Отличился во время форсирования Одера. В ночь с 18 на 19 апреля 1945 года рота Токмакова переправилась через Ост-Одер, а в ночь с 21 на 22 апреля 1945 года — через Вест-Одер, захватив дамбу в междуречье и плацдарм к югу от населённого пункта Мешерин.
Указом Президиума Верховного Совета СССР от 29 июня 1945 года за «мужество и героизм, проявленные при форсировании реки Одер», старший лейтенант Яков Токмаков был удостоен высокого звания Героя Советского Союза с вручением ордена Ленина и медали «Золотая Звезда» за номером 6153.
После окончания войны Токмаков был уволен в запас. Проживал и работал на родине. Умер 24 октября 1966 года, похоронен на Ореховском кладбище Орехово-Зуево.
Был также награждён двумя орденами Красной Звезды и рядом медалей.